# Валерія Тарновська

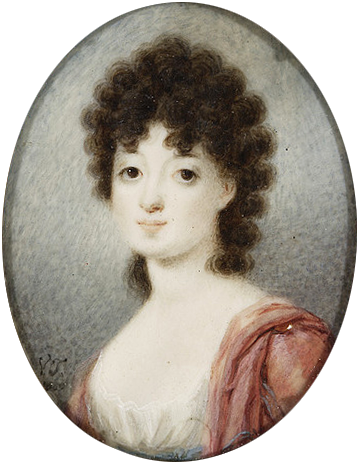
Валерія Тарновська «Портрет Зофії Замойської з Чарторийських», мініатюра 1803 року. З колекції Національного музею у Варшаві

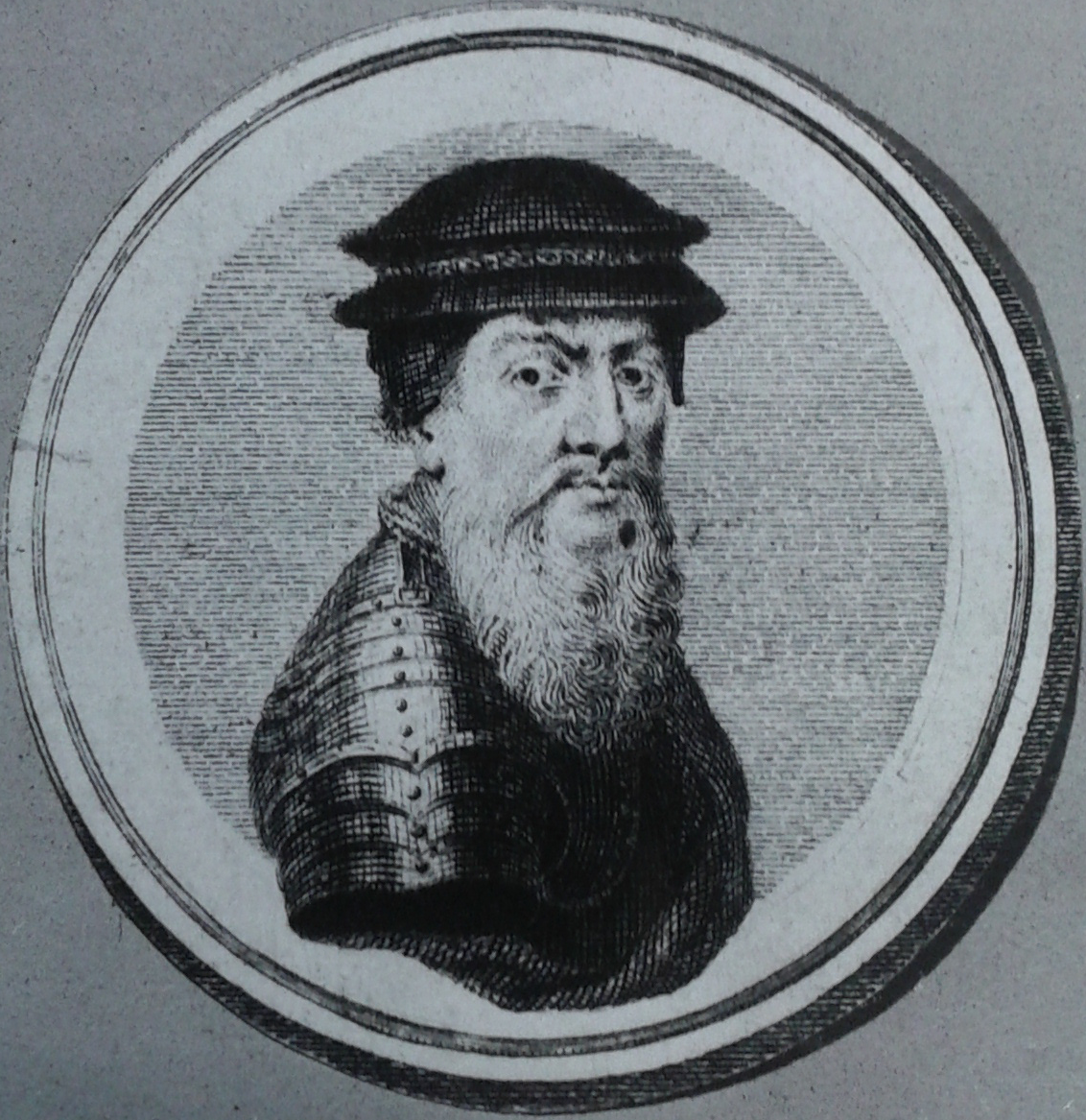
Ян Лігбер «Портрет Яна Тарновського» на мідній гравюрі до 1814 року на основі мініатюри Валерії Тарновської

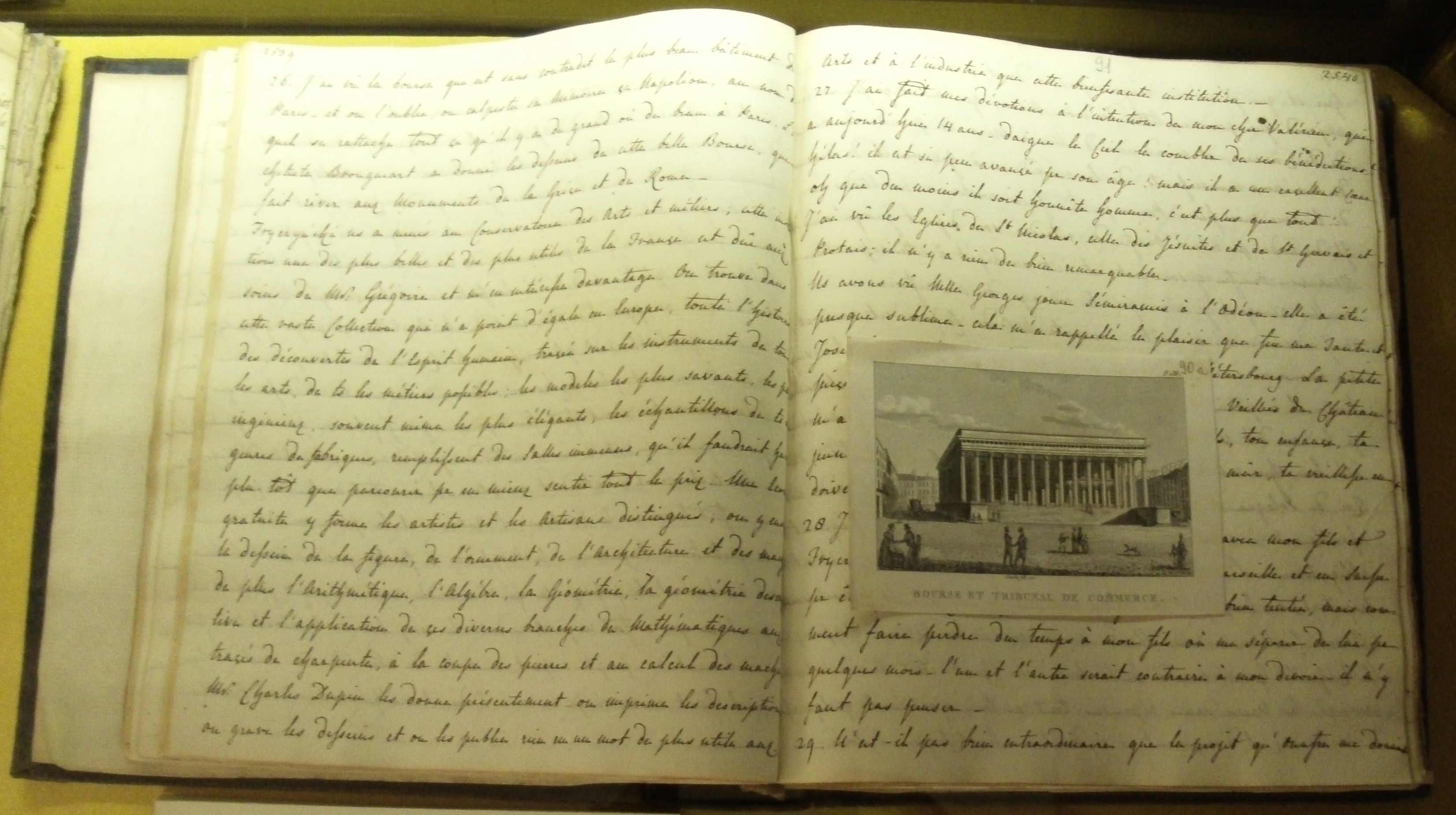
Waleria née Stroinowski Tarnowska Mon Journal, 1804—1838, — рукопис у замку у Дзікуві

Валерія Тарновська (пол. Waleria Tarnowska; 9 грудня 1782, Горохів (нині — районний центр Горохівського району Волинської області) — 23 листопада 1849, Тарнобжег) — польська художниця та колекціонерка.

## Життєпис
Валерія Тарновська була донькою Валеріана Стройновського (1753—1834) та Олександри Тарновської. 7 вересня 1800 року Валерія вийшла заміж за родича матері Яна Фелікса Тарновського (до родини якого належали Ян Тарновський, Станіслав Тарновський, Владислав та Станіслав Тарновський (білий). Вона отримала домашню освіту, але крім гувернантки, її вчителями були археолог та історик Ваваржинець Суровецький та Анджей Снядецький. З 1810 року вона керувала літературно-мистецьким салоном у Варшаві.

### Колекціонування
Разом зі своїм чоловіком Валерія Тарновська зібрала колекцію картин, ескізів, скульптур, книг та антикваріатів у Дзікуві, до якої увійшли твори таких майстрів як Лоренцо Лотто, Герчіно, Гвідо Рені, Рембрандт, Аннібале Карраччі, Сальватор Роза, Ганс Гольбейн-молодший, ван Дейк, Антон Рафаель Менгс, Берніні, Антоніо Канова. Багато з них передали твори під час подорожі Валерія Тарновська до Італії у 1803—1804 роках, коли вона познайомилася з Анжелікою Кауфманн та Антоніо Кановою, від яких вона отримала скульптуру Персея. Валерія також успадкував кілька картин від дядька Єпископа Героніма Стройновського, ректора Вільнюського університету, серед інших Реманд Лісовчик.

### Навчання мистецтву
Спочатку Валерія Тарновська вчилася живопису в своєму рідному місті Горохові з Константіно Віллані, мініатюристом де Хофлізе потім у Вінсенті Лессера, спочатку в Дзюкові, де він часто перебував у 1800—1803 роках, а з 1810 року також у Варшаві. Потім працювала з мініатюристкою Терезою Марон, уродженою Менґс та її чоловіком (донькою саксонського придворного мініатюриста Ісмаїла Менгса та сестрою Антона Рафаеля). Також давала уроки малювання студенту Антоніо Черубіні в Римі, потім вона вчилася в гостьовому будинку Доменіко дель Фрат, який до 1806 року також малював портрети членів її сім'ї та зображення Діви Марії для каплиці в Дзюкові. Наступним вчителем Валерії був Філіппо Джакомо Ремондіні, який також був придворним живописцем Курландійської герцогині в Жагані; а потім протягом певного часу в Парижі, у 1824—1826 рр.. Марія Зіентара вважає, що художня освіта Валерії «наслідувала приклад королівського двору».

#### Картини та малюнки
Валерія була мініатюристкою, вона малювала портрети та картини на релігійну тематику. Вона часто підписувала свої роботи: «VT» малювала мініатюри на слоновій кістці, зазвичай аквареллю, іноді гуашшю та аквареллю або лише гуашшю. Картини Валерії часто є мініатюрними копіями картин інших художників або портрети членів родини.
- Мадонна в білому покривалі (можливо, копія відсутньої картини Джованні Батісти Сальві Сассоферрато)[21].
- Мадонна в блакитному шарфі[22].
- Олександра Стройновська, роду Тарновських (мати Валерії)[23].
- Ян Богдан Тарновський (син Валерії в дитинстві)[24].
- Ks. Джуліан Антонович (чоловік-духівник і товариш обох подружжя)[25].
- Маріанна Тарновська Scipio del Campo[26].
- Розалія Тарновська (1803—1804, дочка Валерії)[27].
- Портрет Ганни нашої Раковської яскравий (близько 1805 року)[28].
- Портрет Йоани Грудзіньської (дружини о. Костянтина)[29].
- Портрет Яна Фелікса Тарновського (кілька мініатюр із зображенням чоловіка)[30]
- Портрет Валеріана Стронновського (батька Валерії)[31].
- Портрет жінки з книгою (копія картини з голландської школи у колекції Dzików)[32].
- Король Стефан Баторій[33].
- Костянтин Іванович, отець Острозький (Тесть Софії, дочка гетьмана Яна Тарновського)[34].
- Наполеон I (як консул, мініатюра з 1804 р. За мотивами портрета Дж. Б. Ісабея, позиченого Валерії Летицею Бонапарт, яка сподобалась мініатюрі, тому вона подарувала замок медальйону разом із сином)[35].
- Юзефіна де Бохерна (дружина Наполеона)[36].
- Покаяна Магдалена (з черепом і пергаментом)[37][38].
- Марія Магдалена (з книгою та контейнером для бальзаму)[39]
- Zofia Zamoyska née Czartoryska[40].
- Ізабела ні Флемінг Чарторийський[41].
- Портрет Яна Тарновського (гравюра на міді Яна Лігбера на мініатюрі)[42].
- Антоніна Анна Красіньська (бабуся Зігмунта Красіньського; авторство приписується Валерії, іншим кандидатом на автора є Т. А. Дін)[43].
- Портрет Криглерова іспанською мовою[44].
- Юзеф Чарнецький[45].
- Чистота Юзефа (від Карло Каньяччі)[46].
- Малювання пророка[47].
- Станіслав Ловкевський (малюнок у рамці дерева тис)[48].
- Сен-Бернар[49].
- Христос (Сальватор Мунді) (копія зображення Гвідо Рені)[50].
- Психіка та купідон[51].
- Дизайн пам'ятника увінчаний шоломом (1824 р.)[52].

До другої світової війни картини Валерії Тарновської перебували у колекціях за межами Німеччини, родина Валерії Тарновських мала чималі колекції в резиденціях Тарновських у Дзікуві, Хожелуві, Рудніку, Снятинці; а також у Вісьньовей, що належить Мисельським. Після другої світової війни частина колекції знаходилась у Музеї в Рапперсвілі, частина пересувалась різними музеями та бібліотеками Польщі: Національний музей у Кракові та Варшаві, Музей палацових інтер'єрів у Пщині та Ягеллонській бібліотеці у Кракові (малюнки).

#### Мемуари
- Мес-рейси (туристичний рахунок 1803—1804 років. Для доньки Розалії)[55].
- Журнал Mes (журнал 1804—1838)[56].

### Родина
У Валерії Тарновської було декілька дітей: Казімір (1801—1803), Розалія (1803—1804), Ян Богдан (1805—1850), Марія Феліція (1807—1870) з чоловіком Малаховським, Валеріан Шпицимир (1811—1861) та Розалія Вікторія (1814) –1815), Анна (1816—1893) та Тадеуш Антоні (1819—1890). Її та її чоловіка дуже пригнітила смерть їхніх перших дітей. Вони частково знайшли відраду у вихованні дітей-сиріт протягом декількох років, про освіту та майбутнє благополуччя яких вони піклувались
Валерія Тарновська померла 23 листопада 1849 року через 17 днів після інсульту. Її поховали в Тарнобжегі.

### Польською мовою
- Bachowski Władysław, Treter Mieczysław Henryk Kazimierz Wystawa miniatur i sylwetek we Lwowie 1912 [Архівовано 2 грудня 2020 у Wayback Machine.]. — Lwów: nakładem Komitetu; skład główny Gubrynowicz i Syn, 1912. — 266 s/
- Jan Bołoz Antoniewicz Katalog Wystawy sztuki polskiej 1764—1886. — Lwów, 1894: Про Валерії як художницю — S. 114—116, pozycje 602—611; там само про портрет Валерії авторства Леона Бжежинського w 67 r. ż. Z roku 1849. — S. 186—187, pozycja 923.
- Dorota Dec, Janusz Walek Europejskie skarby Muzeum Narodowego z Muzeum Książąt Czartoryskich w Krakowie w Zamku Królewskim w Niepołomicach. — Muzeum w Niepołomicach, 2011. — S. 113.
- Kazimiera Grottowa Zbiory sztuki Jana Feliksa i Walerii Tarnowskich w Dzikowie, 1803—1849 // Zakład Narodowy im. Ossolińskich, Wrocław, 1957. — S. 20, 40–43, 47–50, 52–53 (list Antonia Canovy 28 kwietnia 1804), 54—57, 59—64, 68, 71–75, 77, 79, 85–87, 90–94, 101, 103, 113, 114, 118, 130, 133—135, 136, 137.
- Aleksandra Janas Kolekcja dzikowska hr. Tarnowskich. — Tarnobrzeg: Muzeum Historyczne Miasta Tarnobrzega, 2006.
- Halina Kamińska-Krassowska Miniatury Wincentego Lesseura i Walerii Tarnowskiej z dawnej kolekcji Tarnowskich z Dzikowa w zbiorach Muzeum Polskiego w Rapperswilu: Katalog wystawy — Miniaturen von Wincenty Lesseur und Waleria Tarnowska aus der ehemaligen Tarnowski-Sammlung in Dzików im Polenmuseum Rapperswil: Ausstellungskatalog». —Zamek Królewski w Warszawie, 1994.
- Jerzy Kieszkowski W czasy naszych ojców. «Wystawa Amatorów» w Wiedniu w lutym i w marcu 1913 r. // Przegląd Polski», Kraków, tom 190, zeszyt IV z października 1913. — S. 18–20 i 4 ilustracje (Napoleon jako pierwszy konsul, Izabela z Flemingów, ojciec, mąż) na dwóch nienumerowanych stronach po str. 18.
- Michał Marczak Biblioteka Tarnowskich w Dzikowie // Biblioteka Dzikowska, Kraków, 1921.
- Bożena Mazurkowa Nowy grand tour w świetle Mes voyages Walerii Tarnowskiej // Polski Grand Tour w XVIII i początkach XIX wieku. — Uniwersytet Śląski w Katowicach, 2014. — S. 151—182.
- Jerzy Mycielski Sto lat dziejów malarstwa polskiego 1760—1860. — Kraków, 1896. — S. 64–66.
- Jacek Paulinek Ex collectione Dzikoviana: zbiory hrabiów Tarnowskich z Dzikowa: katalog wystawy, Biblioteka Narodowa, 17 sierpnia–12 października 2008 //  Biblioteka Narodowa. — Warszawa, 2008. — S. II—IV, VI, VIII, X, XXI—XXII, XXIV, XXVI—XXX, XXXIII, XXXV–XXXVIII, XL, XLII–XLIII, LXI; ilustracje. — S. 59 pozycja 99 (Portret Walerii Tarnowskiej autor Fr. X. Lampi, 1825); miniatury autorstwa Walerii: s. 62 pozycja 107 («Portret Anny z Rakowskich hr. Bystry» z ok. 1805), pozycja 108 («Portret Joanny Grudzińskiej» z 1823). — S. 67 pozycja 123 («Portret Jana Feliksa Tarnowskiego» z 1810—1815). — S. 70 pozycja 134 («Portret kobiety z książką» z 1808).
- Edward Rastawiecki Słownik malarzów polskich, 1857, tom 3. — S. 423—425 (na str. 425 o portrecie Walerii pędzla Beaty z Potockich Czackiej); o rycinie Jana Ligbera na podstawie miniatury Walerii Edward Rastawiecki «Słownik rytowników polskich». — S. 176, pozycja 15.
- Maria Śledzianowska Zainteresowania kolekcjonerskie Teofili Konstancji z Radziwiłłów Morawskiej, Walerii ze Stroynowskich Tarnowskiej i Izabeli z Flemingów Czartoryskiej // Kwartalnik Historii Nauki i Techniki. — rocznik 57. — nr 3/4. — 2012. — S. 185—187, 191.
- Stanisław Wasylewski Portrety pań wytwornych // Inicjał Andrzej Pałacz, Warszawa, 2011.
- Krzysztof Załęski Waleria Tarnowska // Artystki polskie. Katalog wystawy, Muzeum Narodowe w Warszawie, Warszawa, 1991. — S. 344—345, ryc. 796 «Maria Magdalena» autorstwa Walerii, być może jako kopia Corregia; ryc. 797 — Jan Ligber miedzioryt na podstawie miniatury Walerii Tarnowskiej «Portret Jana Tarnowskiego», kopia wcześniejszych portretów hetmana; ryc. 798 — Projekt monumentu zwieńczonego hełmem.
- Maria Zientara Artystki polskie i ich sztuka od XVI do XIX wieku // Krzysztofory: Zeszyty historyczne Muzeum Historycznego Miasta Krakowa. — Zeszyt 24. — Kraków, 2006. — S. 52.
- Podróż polki do Włoch w epoce Napoleońskiej, 1803—1804 // Przegląd Polski, Kraków. — tom 123. — zeszyt VII ze stycznia 1897. — nr 367. — S. 69–103, tekst na temat i z tłumaczonymi fragmentami jej pamiętnika z podróży do Włoch.
- Stary portret. Wystawa dzieł polskich i obcych, wykonanych do roku 1930 a znajdujących się w zbirach prywatnych w obrębie województwa krakowskiego. — Kraków, 1930. — S. 19. — nr 96.
- Wspomnienie pośmiertne dwóch matron polskich Anny hrabiny Małachowskiej i Walerii hrabiny Tarnowskiej. — Kraków: Czas. — S. 11—19.
- Waleria Tarnowska Moje podróże //  Monika Chwałek-Oczkowska (tłumaczenie tekstu). — Tarnobrzeg: Towarzystwo Przyjaciół Tarnobrzega, 2019. — 258 s. — ISBN 978-83-947374-3-6.

### Англійською мовою
- Adam Zamoyski Waleria Tarnowska / Jane Turner (red.) // The Dictionary of Art. — Grove^ Macmillan Publishers Limited, 1996. — tom 30 (Summonte–Tinne). — S. 345—346.

### Німецькою мовою
- Leo R. Schidlof Die Bildnisminiatur in Frankreich im XVII, XVIII, und XIX Jahrhundert. Als Anhang: Allgemeines Lexicon der Miniaturisten aller Länder. / Beyer. — Wiedeń, 1911; tegoż autora «La miniature en Europe Aux 16e, 17e, 18e et 19e siècles». — Akademische Druck — U. Verlagsanstalt, Graz, 1964, tom II (M–Z). — S. 819.
- Saur Allgemaines Küstlerlexikon: Bio-bibliographiher index. — K.G. Saur, Monachium–Lipsk, 2000, tom 9 (Schinz-Torricelli). — S. 629, Th. XXXII.
- Saur Allgemaines Küstlerlexikon: Bio-bibliographiher index. — K.G. Saur, Monachium–Lipsk, 2000, tom 9 (Schinz-Torricelli). — S. 629.
- Z. Batowski Tarnowska, Waleria / Ulrich Thieme, Felix Becker // Allgemeines Lexicon der bildenden künstler von der antike bis zur gegenwart. — Hans. Vollmer, druk A. Seemann, Lipsk, 1938, tom XXXII. — S. 448.

### Французькою мовою
- Emmanuel-Charles Bénézit Dictionaire critique et documentaire des Peintres, Sculpteurs, Dessinateurs et Graveurs. — Librairie Gründ, 1966, tom 8. — S. 225; «Dictionary of Artist», tom 13 (Sommer–Valverane), Gründ, Paryż, 2006. — S. 702.
- Elena Gretchanaia, Alexandre Stroev La francophonie europeenne aux XVIIIe–XIXe siecles: Perspectives Litteraires, Historiues et Culturalles. — P.I.E.-Peter Lang S.A., Brüssel, 2012.
- Jerzy Mycielski Une Jeune Polonaise en Italie à l’époque du Premier Consul // La Revue de Pologne. — S. Paryż-Warszawa, 1924—1926; Journal du voyage en Italie, 1924—1926.
- Michael Braud Les journaux de Waleria Tarnowska et Eliza Michalowska [Архівовано 11 липня 2020 у Wayback Machine.]. — Prosses de l'Uniwersité Paris-Sorbonne, Paris, 2011.
- Michael Braud Le voyage en France de la comtesse Tarnowska. — Ellug, Grenoble, 2003.

### Італійською мовою
- Antonio Canova Letter: Roma, to Valeria, contessa Tarnowska, née Stroynowska, z 14 kwietnia 1804, jest to list od Antonio Canovy z Rzymu do Walerii Stroynowskiej znajdujący się w zbiorach Metropolitan Museum of Art w Nowym Jorku.